# Makabi Haifa
Makabi Haifa (hebrejsky: מכבי חיפה, Makabi Chejfa) je izraelský sportovní klub založený v roce 1913 jako součást organizace Makabi. Jeho součástí je několik sportovních klubů z města Haifa, které zaštiťují velké množství sportů, jako například: fotbal, vzpírání, plavání, tenis, stolní tenis, volejbal, házenou, vodní pólo, lední hokej, sportovní gymnastiku, šachy, box, šerm a jiné. Haifa je známá svými zelenými dresy.
V češtině se používá termín Makabi, ovšem v originále, správně zní název klubu Maccabi.
Prezidentem Makabi Haifa je Jochanan Volach.